# ميدان لار (دودانغة)
میدان لار (بالفارسية: میدانلار) هي منطقة سكنية تقع في إيران في قسم دودانغة الریفي. يقدر عدد سكانها بـ 80 نسمة.